# Eixample Nord
Eixample Nord – planowana stacja metra w Barcelonie, na linii 2 i 9, w El Prat de Llobregat.